# عدوى الجهاز البولي
عدوى الجهاز البولي (UTI) هي عدوى بكتيرية تصيب جزءاً من المسالك البولية. فعندما تصيب القسم السفلي الجهاز البولي تعرف ببساطة باسم التهاب المثانة (عدوى بالمثانة) وعندما تصيب القسم العلوي من الجهاز البولي تعرف باسم التهاب الحويضة والكلى (عدوى بالكلى).. تشمل الأعراض المتعلقة بعدوى القسم السفلي الجهاز البولي التبول المؤلم المترافق مع إما التبول المتكرر أو الحاجة إلى التبول (أو كليهما)، بينما تشمل الأعراض المتعلقة بالتهاب الحويضة والكلى كلا من الحمى وألم في الخاصرة بالإضافة إلى أعراض عدوى القسم السفلي الجهاز البولي. قد تكون الأعراض غامضة أو غير محددة عند كبار السن أو صغار السنّ. العامل الرئيسي المسبب لكلتا العدويين هو ’’الإشريكية القولونية‘‘، ولكن من الممكن في حالات نادرة أن تكون بكتيريا أخرى أو فيروس (ات) أخرى أو فطريات أخرى هي السبب.
تشيع إصابة النساء بعدوى الجهاز البولي أكثر من الرجال، حيث تصاب نصف النساء بالعدوى مرة واحدة على الأقل في مرحلة ما من حياتهن. كما يعدّ تكرار الإصابة أمرًا شائعًا. تضم عوامل الخطورة كلا من الطبيعة التشريحية الأنثوية والعلاقة الجنسية والتاريخ العائلي. إذا حدث التهاب الحويضة والكلى، فهو عادةً ما يتبع عدوى المثانة ولكنها قد ينتج أيضًا من العدوى المنقولة عن طريق الدم. قد يستند التشخيص عند الشابات الصحيحات على الأعراض وحدها. أما عند الذين يعانون من أعراض مبهمة، فقد يصعب تشخيص حالتهم لأن البكتيريا قد تكون موجودة دون أن تكون هناك عدوى. في الحالات المعقدة أو إذا فشل العلاج، قد تكون مزرعة البول مفيدة. أما أولئك الذين يعانون من العدوى المتكررة، فيمكن أخذ جرعة منخفضة من المضاد الحيوي كتدبير وقائي.
في الحالات غير المصحوبة بمضاعفات، تتم معالجة عدوى الجهاز البولي بسهولة تامة بدورة قصيرة من المضادات الحيوية، بالرغم من تزايد المقاومة تجاه العديد من المضادات الحيوية المستخدمة في علاج هذه الحالة. في الحالات المعقدة، قد يكون هناك حاجة إلى علاج بالمضادات الحيوية لفترة أطول أو عن طريق حقنها وريديًا، وإذا لم تتحسن الأعراض خلال يومين أو ثلاثة، فيجب إجراء المزيد من الفحوص التشخيصية. أما عند النساء، تعدّ عدوى الجهاز البولي هي الشكل الأكثر شيوعًا للعدوى البكتيرية حيث تصاب 10% منهن بالتهابات الجهاز البولي سنويًا.

## العلامات والأعراض

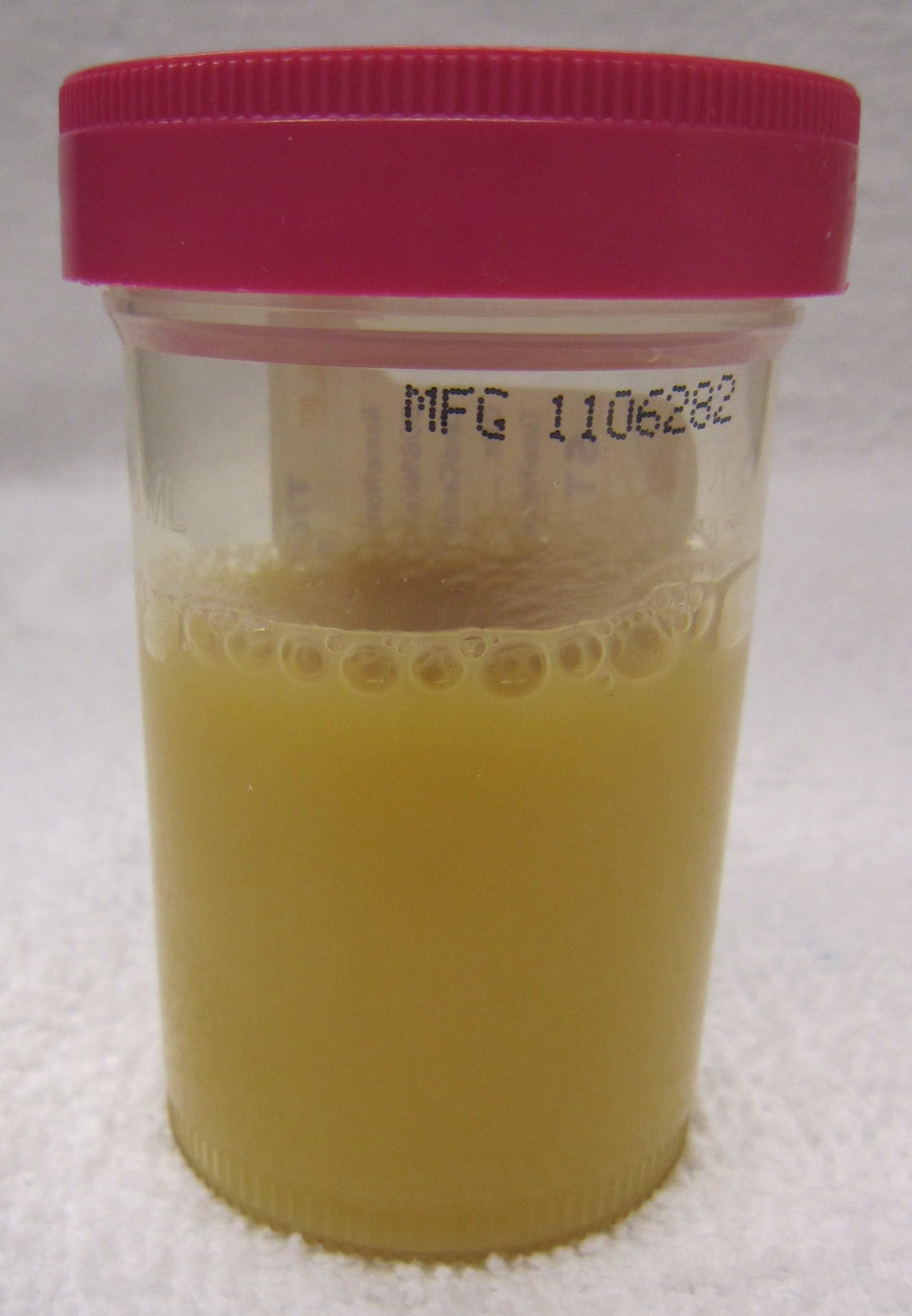
قد يحتوي البول على قيح (حالة تعرف باسم بيلة قيحية) كما يشاهد لدى الشخص المصاب بـتعفن الدم بسبب عدوى في الجهاز البولي.

يشار إلى عدوى الجهاز البولي السفلي أيضًا باسم عدوى المثانة. وتعد أكثر أعراضه شيوعا هي الحرقة أثناء التبول والحاجة إلى التبول خلال أوقات متقاربة (أو الرغبة الملحة في التبول) في غياب الإفرازات المهبلية والألم المبرح. قد تتفاوت هذه الأعراض من الخفيفة إلى الخطرة  وعند النساء الصحيحات تستمر الأعراض لفترة ستة أيام في المتوسط. قد يكون هناك بعض الألم في المنطقة أعلى عظام العانة أوفي أسفل الظهر.  قد يعاني الأشخاص المصابون بعدوى القسم العلوي من الجهاز البولي، أو التهاب الحويضة والكلى، من ألم الخاصرة، والحمى، أو الغثيان والقيء بالإضافة إلى الأعراض التقليدية لعدوى القسم السفلي من الجهاز البولي. ونادرًا ما يظهر دم في البول  أو أن يحتوي على بيلة قيحية (قيح في البول).

### عند الأطفال
قد يكون العرض الوحيد الذي يظهر عند الأطفال الصغار لعدوى الجهاز البولي (UTI) هو الحمى.  وبسبب انعدام المزيد من الأعراض الصريحة، فعند ظهور الحمى عند الإناث تحت سن الثانية من العمر أو الذكور غير المختونين الذين يقل عمرهم عن عام واحد، تنصح العديد من الجمعيات الطبية بإجراء مزرعة للبول.  قد لا يتغذى الأطفال بشكل جيد أو يتقيؤون أو ينامون أكثر أو يظهرون علامات على اليرقان.  عند الأطفال الأكبر سنًا، قد تبدأ المعاناة من سلس البول (فقدان السيطرة على المثانة) من جديد.

### عند المسنين
تنعدم أعراض عدوى الجهاز البولي في كثير من الأحيان لدى المسنين. قد تظهر الحالة بشكل غامض مع سلس البول، أو تغير الحالة العقلية، أو الإرهاق باعتبارها الأعراض الوحيدة. بينما يأتي البعض لمزوّد الرعاية الصحية مصابًا بـالإنتان، وهي عدوى في الدم، باعتباره العرض الأول. قد يكون التشخيص معقدًا بسبب حالة سلس البول أو العته القائمة بالفعل والتي يعاني منها العديد من كبار السن.

### السبب
تعدّ«الإي كولاي» هي السبب في 80-85% من الإصابات بعدوى الجهاز البولي، مع تسبب «المكورات العنقودية المترممة» في 5-10% من تلك الحالات. ونادرًا ما يكون بسبب العدوى بـالفيروسية أو الفطرية. وتشمل المسببات البكتيرية الأخرى: «الكلبسيلة» و «البروتيوس» و «الزائفة» و «الأمعائية». وتعدّ تلك العوامل غير شائعة وترجع عادةً إلى تشوهات الجهاز البولي أو القسطرة البولية. أما عدوى الجهاز البولي بسبب «المكورات العنقودية الذهبية» فهي عادةً ما تحدث كإصابة ثانوية للعدوى التي تنتقل عن طريق الدم.

### العلاقة الجنسية
عند الشابات الناشطات جنسيًا، يعدّ النشاط الجنسي هو السبب في 75-90% من حالات عدوى المثانة، مع وجود خطر العدوى المتعلقة بتواتر العلاقة الجنسية. وينطبق مصطلح «التهاب المثانة في شهر العسل» على هذه الظاهرة من عدوى الجهاز البولي المتكررة خلال الفترة الأولى من الزواج. أما عند النساء في فترة التالي للإياس، فلا يؤثر النشاط الجنسي على إمكانية الإصابة بعدوى الجهاز البولي.  يزيد استخدام مبيد النطاف، بغض النظر عن تواتر العلاقة الجنسية، من إمكانية الإصابة بعدوى الجهاز البولي.
إن النساء أكثر عرضة للإصابة بعدوى الجهاز البولي لأن الإحليل لديهن أقصر وأقرب إلى الشرج. وبينما تنخفض مستويات الإستروجين عند المرأة مع الإياس (انقطاع الطمث)، ترتفع إمكانية الإصابة بعدوى الجهاز البولي بسبب فقدان النبيت الجرثومي المهبلي الواقي.

### القسطرة البولية
تزيد القسطرة البولية من خطر عدوى الجهاز البولي.  تتراوح إمكانية الإصابة بحالة التجرثم (البكتيريا في البول) بين ثلاثة إلى ستة في المائة يوميًا ولا تكون المضادات الحيوية الوقائية فعالة في تخفيف حالات العدوى العرضية. ولكن يمكن خفض خطر العدوى المصاحبة باللجوء إلى القثطرة عند اللزوم فقط، مع اتباع تقنية التعقيم لإدخالها، والحفاظ على صرف القثطرة دون عائق.

### أخرى
قد يوجد الاستعداد لعدوى المثانة في العائلات.  وتشمل عوامل الخطر الأخرى مرض البول السكري  وعدم الختن ووجود البروستات الكبيرة. أما العوامل المسببة للاختلاطات فهي أكثر غموضًا وتشمل الأسباب المهيئة كالتشوهات التشريحية أو الوظيفية أو ذات العلاقة بالتمثيل الغذائي.  وتعدّ عدوى الجهاز البولي المعقدة أكثر صعوبة في علاجها وعادةً ما تتطلب المزيد من التقييم والعلاج والمتابعة. ترتبط عدوى الجهاز البولي عند الأطفال بـالجزر المثاني الحالبي، (وهو الارتداد غير الطبيعي للـ البول من المثانة إلى الحالب أو الكليتين) والإمساك.
يتعرض الأشخاص الذين يعانون من إصابة الحبل الشوكي لتزايد إمكانية الإصابة بعدوى الجهاز البولي بسبب الاستخدام المتكرر للقثطرة من ناحية، وبسبب خلل في الإفراغ من ناحية أخرى. وهو السبب الأكثر شيوعًا للعدوى في هذه الفئة، فضلاً عن أنه السبب الأكثر شيوعًا لدخول المستشفى للعلاج. وبالإضافة إلى ذلك، يبدو أن استخدام عصير التوت البري أو مكمّل غذائي من التوت البري غير فعال في الوقاية والعلاج ضمن هذه الفئة.

### الأمراض
تدخل البكتيريا التي تتسبب في عدوى الجهاز البولي عادةً من المثانة خلال الإحليل. ولكن، قد تحدث العدوى كذلك من خلال الدم أو السائل اللمفاوي.  يُعتقد أن البكتيريا تنتقل عادةً إلى الإحليل من الأمعاء، بينما تكون الإناث أكثر عرضة للإصابة بسبب تركيبهن البنيوي.  وبعد الدخول إلى المثانة، تتمكن «الإيكولاي» من الالتصاق بجدار المثانة وتكوين فيلم حيوي مقاوم لاستجابة مناعة الجسم.

## الوقاية
لم يتم التأكيد على تأثير عدد من التدابير على تواتر الإصابة بعدوى الجهاز البولي بما في ذلك: استخدام حبوب تحديد النسل أو الواقيات الذكرية، أو التبول فور انتهاء الجماع، أو نوع الملابس الداخلية المستخدمة أو طرق النظافة الشخصية المستخدمة بعد التبول أو التغوط، أو ما إذا كان الشخص يغتسل أو يستحم عادةً. كما أنه لا يوجد دليل حول تأثير حبس البول، واستخدام السدادة القطنية، والغُسل.
عند أولئك الذين يعانون من عدوى الجهاز البولي المتكررة والذين يستخدمون مبيد النطاف أو الحاجز كوسيلة من وسائل منع الحمل، يُنصحون باستخدام طرق بديلة. قد يخفف التوت البري (عصير أو كبسولات) من تكرر حدوث حالات العدوى، ولكن التحمل على المدى الطويل يسبب مشكلة  مع إصابة أكثر من 30% من الحالات باضطراب الجهاز الهضمي. وقد يكون الاستخدام مرتين في اليوم أفضل من الاستخدام مرة واحدة يوميًا. بدءًا من العام 2011، يجب إجراء المزيد من الدراسات حول البروبيوتكس المهبلية لتحديد ما إذا كانت ذات فائدة أم لا. لا يزيد استخدام الواقيات الذكرية بدون مبيد النطاف أو استخدام حبوب تحديد النسل من خطر الإصابة بعدوى الجهاز البولي غير المعقدة.

### الأدوية
بالنسبة لأولئك الذين يعانون من العدوى المتكررة، تكون الدورات العلاجية المطولة من المضادات الحيوية يوميًا
فعالة. تشمل الأدوية التي تستخدم كثيرًا نتروفورانتوين وترايميثوبريم/سلفاميثوكسازول. كما يُعد الميثينامين عاملاً آخر يستخدم كثيرًا لهذا الغرض كما في المثانة حيث تكون الحموضة منخفضة وتفرز مادة الفورمالديهايد والتي لا يمكن مقاومتها. في الحالات التي تكون فيها الالتهابات متعلقة بالجماع، قد يكون أخذ المضادات الحيوية بعده مفيدًا. عند النساء في فترة ما بعد انقطاع الطمث، تم اكتشاف أن الإستروجين المهبلي الموضعي يخفض من عودة العدوى.  وعلى عكس الكريمات الموضعية، لم يكن استخدام الإستروجين المهبلي من فرازج مفيدًا مثل الجرعة المنخفضة من المضادات الحيوية. يتم حاليًا تطوير عدد من اللقاحات بدءًا من عام 2011.

### عند الأطفال
إن الدليل على أن المضادات الحيوية المانعة تخفض من التهابات الجهاز البولي في الأطفال ضعيف للغاية. ولكن عدوى الجهاز البولي المتكررة هي سبب نادر لمشاكل الكُلى إذا لم يكن هناك أي تشوهات في الكليتين، ما يسبب أقل من ثُلث في المائة (0.33%) من حالات أمراض الكلى المزمنة لدى البالغين.

## التشخيص

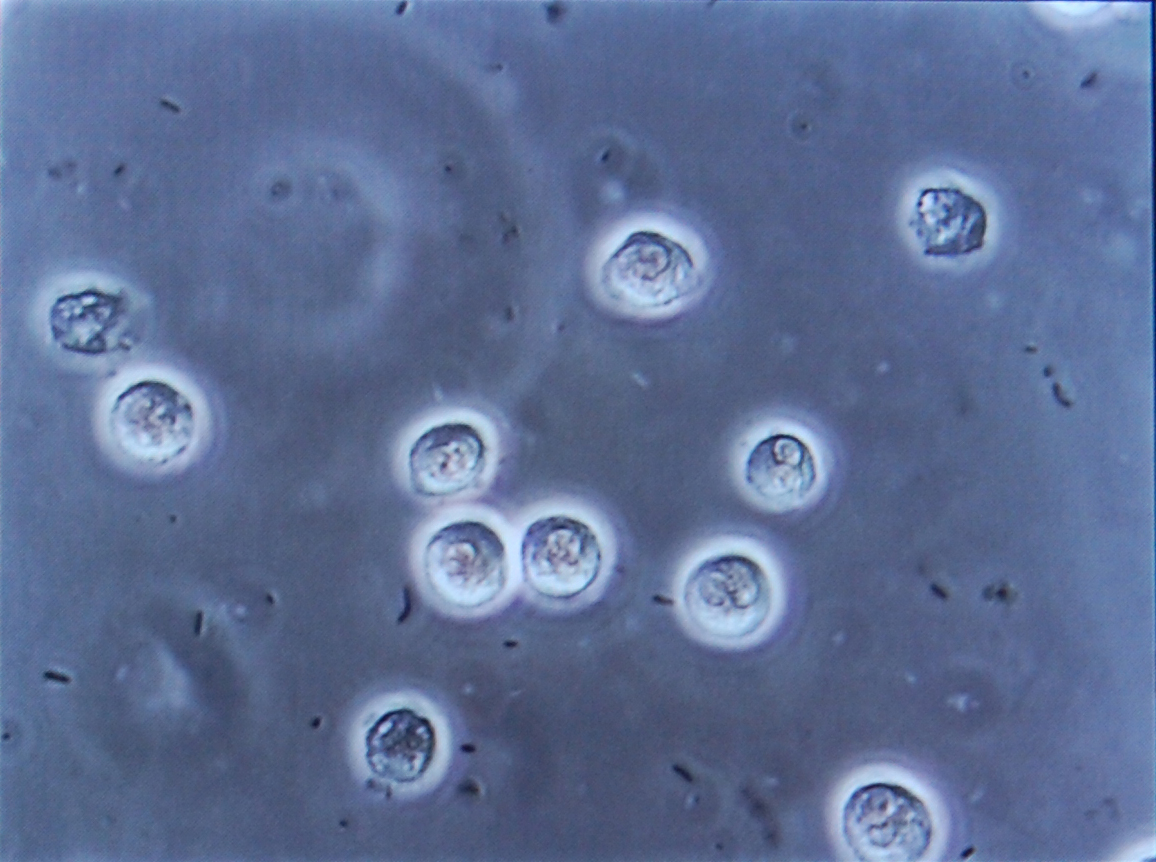
عصيات متعددة (بكتيريا على شكل عصي، تظهر هنا سوداء وعلى شكل الحَب) تظهر بين خلايا الدم البيضاء في الفحص المجهري للبول. تعدّ تلك التغيرات مؤشرا على عدوى المسالك البولية

في الحالات الصريحة، قد يتم التشخيص وتقديم العلاج استنادًا إلى الأعراض وحدها دون المزيد من التأكيد المخبري.  أما في الحالات المعقدة والمشكوك فيها، فقد يكون من المفيد تأكيد التشخيص من خلال تحليل البول بحثا عن النتريت البولي أو خلايا الدم البيضاء (الكريات البيض) أو إستراز الكريات البيض. كما يبحث تحليل آخر، وهو الفحص المجهري للبول، بحثا عن وجود خلايا الدم الحمراء أو خلايا الدم البيضاء أو البكتيريا.  كما تُعتبر مزرعة البول إيجابية إذا أظهرت عددا من المستعمرات البكتيرية يفوق أو يساوي 103 وحدة تشكيل المستعمرة في كل ميلليلتر من كائنات الجهاز البوليالعادية.  كما يمكن اختبار الحساسية للمضادات الحيوية كذلك من خلال تلك المزارع، ما يجعلها مفيدة في مجموعة من العلاجات بالمضادات الحيوية.  ولكن، لا يزال من الممكن للنساء اللاتي تكون نتيجة المزارع لديهن سلبية التحسن مع العلاج بالمضادات الحيوية. نظرا لإمكانية كون الأعراض غامضة، وفي ظل غياب اختبارات موثوق فيها لالتهابات المسالك البولية، فإن التشخيص قد يكون صعبًا لدى الكبار في السن.

### التصنيف
قد تُصيب عدوى الجهاز البولي الجزء السفلي منه فقط، وفي هذه الحالة تُعرف باسم عدوى المثانة. وبدلاً من ذلك،
قد تُصيب الجهاز البولي العلوي، وفي هذه الحالة تُعرف باسم التهاب الحويضة والكُلى.  إذا احتوى البول على بكتيريا خطيرة دون وجود أعراض، تُعرف تلك الحالة باسم البيلة الجرثومية. إذا أصابت عدوى الجهاز البولي الجزء العلوي منها، وكان الشخص مصابًا بـداء السكري، أو امرأة حاملا، أو ذكرا، أو منقوص المناعة، فتعدّ العدوى معقدة. ومن ناحية أخرى، إذا كانت المرأة صحيحة وفي فترة ما قبل انقطاع الطمث، فتعدّ العدوى بسيطة. إذا كانت عدوى الجهاز البولي عند الأطفال مصحوبة بحمى، فيُعتقد أنها عدوى الجهاز البولي العلوية.

### عند الأطفال
لوضع تشخيص عدوى الجهاز البولي عند الأطفال، يتطلب الأمر وجود مزرعة بولية إيجابية.  يمثل التلوث تحديًا دائمًا اعتمادًا على طريقة سحب العينة المستخدمة، وبالتالي يستخدم قطع 105 وحدة تشكيل مستعمرة في الملليلتر الواحد لأخذ عينة «نظيفة» من منتصف البيلة، وتستخدم 104 وحدة تشكيل مستعمرة في الملليلتر الواحد للعينات التي تم الحصول عليها من القثطرة، وتستخدم 102 وحدة تشكيل مستعمرة في الملليلتر الواحد لـالشفط من فوق العانة (عينة يتم سحبها مباشرةً من المثانة بواسطة إبرة).  لا تحبذ منظمة الصحة العالمية استخدام «أكياس البول» لجمع العينات بسبب نسبة التلوث العالية عند زعها، وتُفضل القثطرة بالنسبة لأولئك غير المدربين على استخدام المرحاض.  وتنصح بعض الجهات مثل الأكاديمية الأمريكية لطب الأطفال بإجراء الفحص بـالموجات فوق الصوتية على الكلى وصورة للمثانة والإحليل عند الإفراغ (مراقبة إحليل الشخص ومثانته بالأشعة السينية في الوقت الحقيقي أثناء تبوله) عند جميع الأطفال الأقل من عامين من العمر الذين سبق وأصيبوا بعدوى الجهاز البولي.  ولكن، بسبب عدم وجود العلاج الفعال إذا ظهرت المشاكل، تنصح جهات أخرى مثل المعهد القومي للامتياز الطبي فقط بالتصوير الاعتيادي لدى أولئك الأصغر من ست شهور أو الذين تظهر لديهم موجودات غير عادية.

### التشخيص التفريقي
عند النساء المصابات بـالتهاب عنق الرحم (التهاب يصيب عنق الرحم) أو التهاب المهبل (التهاب يصيب المهبل) وفي الشباب الذي يظهرون أعراض عدوى الجهاز البولي، قد تكون عدوى «الكلاميديا الحثرية» أو «النيسرية البنية» هي السبب. قد يكون التهاب المهبل كذلك بسبب الالتهاب بالمبيضات. قد يُعتبر التهاب المثانة الخلالي (ألم مزمن في المثانة) للأشخاص الذين يعانون من نوبات متعددة من أعراض عدوى الجهاز البولي ولكن المزارع البولية تظل سلبية ولا يتحسنون مع العلاج بالمضادات الحيوية. كما يمكن أيضًا التفكير في التهاب البروستات (التهاب يصيب البروستات) كذلك عند التشخيص التفريقي.

## العلاج
العلاج الرئيسي هو المضادات الحيوية. وفي بعض الأحيان يوصف فينازوبيريدين خلال الأيام القليلة الأولى بالإضافة إلى المضادات الحيوية للمساعدة في علاج حرقة البول والحاجة الملحة التي يشعر بها المريض في بعض الأحيان عند التهاب المثانة. ولكن، لا يوصى به بشكل روتيني بسبب مخاوف متعلقة بالسلامة أثناء استخدامه، وخاصة إمكانية الإصابة بـميتهيموغلوبينية الدم (مستوى أعلى من العادي من الميتهيموغلوبين في الدم). كما يمكن استعمال اسيتامينوفين (الباراسيتامول) لعلاج الحمى.
قد تستفيد النساء اللاتي يعانين من التهابات الجهاز البولي المتكررة من العلاج الذاتي فور ظهور الأعراض مع المتابعة الطبية عند فشل العلاج الأولي فقط.  يمكن تقديم وصفة من المضادات الحيوية للصيدلاني عن طريق الهاتف.

### الالتهابات البسيطة
يمكن تشخيص الالتهابات البسيطة ومعالجتها استنادًا إلى الأعراض وحدها. تقلل المضادات الحيوية التي تؤخذ عن طريق الفم مثل ترايميثوبريم/سلفاميثوكسازول (TMP/SMX) أو السيفالوسبورين أو نتروفورانتوين أو الفلوروكينولون بصورة ملحوظة من مدة التعافي مع ملاحظة تعادل فعاليتها جميعًا. عادةً ما يكون العلاج لمدة ثلاثة بواسطة الترايميثوبريم أو ترايميثوبريم/سلفاميثوكسازول أو الفلوروكينولون كافيًا، في حين يحتاج النتروفورانتوين إلى 5-7 أيام. ومع العلاج، ينبغي تحسن الأعراض خلال 36 ساعة. يتعافى حوالي 50% من الأشخاص دون علاج خلال عدة أيام أو أسابيع. لا تنصح الجمعية الأمريكية للأمراض المعدية باستخدام الفلوروكينولون كعلاج أولي بسبب المخاوف من تشكل مقاومة لهذه الفئة من الأدوية. بالرغم من هذه التدابير الوقائية، ظهرت بعض المقاومة لكل تلك الأدوية نظرا لانتشار استخدامها. يُعتبر الـترايميثوبريم وحده معادلاً للترايميثوبريم/سلفاميثوكسازول في بعض الدول. بالنسبة لالتهابات الجهاز البولي البسيطة، غالبًا ما يستجيب الأطفال لجرعة مدتها ثلاثة أيام من المضادات الحيوية.

### التهاب الحويضة والكُلى
يتم علاج التهاب الحويضة والكُلى بطريقة أكثر صرامة من عدوى المثانة البسيطة وذلك إما باستخدام دورة علاجية أطول من المضادات الحيوية التي تؤخذ عن طريق الفم أو باستخدام المضادات الحيوية الوريدية. يستخدم عادةً الفلوروكينولون سيبروفلوكساسين عن طريق الفم في المناطق التي تقل فيها نسبة المقاومة عن 10%. إذا كانت نسب المقاومة المحلية أكثر من 10%، فكثيرا ما توصف جرعة من السيفترياكسون الوريدي. عند الأشخاص الذين يظهرون أعراض خطيرة، قد يلزم دخول المستشفى للعلاج المستمر بالمضادات الحيوية. قد تؤخذ المضاعفات مثل انسداد المجاري البولية بسبب حصوات الكلى في الاعتبار إذا لم تتحسن الأعراض بعد يومين أو ثلاثة من العلاج.

## الوبائيات
تعدّ التهابات الجهاز البولي هي العدوى الأكثر شيوعًا لدى النساء. وتحدث تلك الالتهابات في معظم الأحيان بين سن 16 و35 عامًا، مع إصابة 10% من النساء بالعدوى سنويًا وإصابة 60% منهن بها في مرحلة ما من حياتهن. يعدّ تكرار الإصابة أمرًا شائعًا، مع إصابة ما يقرب من نصف الأشخاص بالعدوى الثانية خلال عام واحد.  تحدث التهابات الجهاز البولي عند الإناث أربعة مرات أكثر من حدوثها عند الذكور. تحدث الإصابة بالتهاب الحويضة والكُلى ما بين 20-30 مرة أقل. وتعدّ السبب الأكثر شيوعًا لـالالتهابات المكتسبة في المستشفيات حيث تشكل ما تصل نسبته إلى حوالي 40%. تزيد نسبة وجود الجراثيم اللاعرضية في البول مع السن من اثنين إلى سبعة في المائة لدى النساء في سن الإنجاب إلى ما يصل إلى نسبة 50% لدى النساء الأكبر سنًا في بيوت الرعاية. وتتراوح نسبة وجود الجراثيم اللاعرضية في البول بين الرجال الأكبر من 75 عامًا من العمر بين 7-10%.
قد تصيب عدوى الجهاز البولي10% من الأشخاص خلال الطفولة. تعدّ عدوى الجهاز البولي بين الأطفال أكثر شيوعًا لدى الذكور غير المختونين الأصغر من ثلاثة شهور من العمر، ويليهم في ذلك الإناث الأصغر من عام واحد من العمر. ومع ذلك تختلف تقديرات تكرار العدوى بين الأطفال بشكل واسع. عند مجموعة من الأطفال الذين يعانون من الحمى، والذين تتراوح أعمارهم بين المولودين حديثًا وحتى السنتين من العمر، تم تشخيص إصابة نسبة ما بين اثنين إلى 20% بعدوى الجهاز البولي.

## المجتمع والثقافة
في الولايات المتحدة، تتسبب حالات عدوى الجهاز البولي في ما يقرب من سبعة ملايين زيارة للأطباء، ومليون زيارة لقسم الطوارئ في المستشفيات، ومائة ألف إقامة في المستشفيات كل عام. وتعدّ تكلفة تلك الحالات عالية من حيث الوقت الضائع في العمل وتكاليف الرعاية الصحية.  تُقدر التكلفة المباشرة للعلاج في الولايات المتحدة بقيمة 1.6 مليار دولار أمريكي سنويًا.

## التاريخ
وصفت التهابات الجهاز البولي منذ العصور القديمة حيث يرجع أول وصف موثق في بردية إيبرس إلى عام 1550 قبل الميلاد. كما وصفها المصريون بعبارة «إرسال الحرارة صعودًا إلى المثانة». لم يظهر العلاج الفعال حتى تطوير وتوافر المضادات الحيوية في ثلاثينات القرن العشرين وقبل ذلك كان يُنصح باستخدام الأعشاب وإراقة الدم والراحة.

## أثناء الحمل
تعدّ التهابات الجهاز البولي أمرًا مقلقًا أكثر خلال الحمل بسبب تزايد إمكانية الإصابة بالتهابات الكُلى.  فخلال الحمل، تزيد مستويات البروجسترون المرتفعة من إمكانية نقص مقوية عضلات الحالب والمثانة، ما يؤدي إلى احتمالية أكبر من الجزر، حيث يتدفق البول عائداً إلى الحالب باتجاه الكُلى.  وفي حين لا تعاني النساء الحوامل من ازدياد إمكانية الإصابة بالبيلة الجرثومية اللاعرضية، ولكن إذا كان هناك تجرثم في البول فقد تبلغ إمكانية الإصابة بعدوى الكًلى 25-40%. وبالتالي، يُنصح بالعلاج إذا أظهرت فحوصات البول علامات العدوى، حتى في غياب الأعراض يستخدم السيفالكسين أو النتروفورانتوين عادًة لاعتبارهما آمنين بوجه عام أثناء الحمل. قد تتسبب عدوى الكُلى أثناء الحمل بحدوث الولادة المبكرة أو مقدمات الارتعاج (حالة من ضغط الدم المرتفع وضعف الكُلى أثناء الحمل ما قد يؤدي إلى نوبات اختلاج).

## الروابط الخارجية
- عدوى الجهاز البولي على مشروع الدليل المفتوح